# Pré-Saint-Martin

Pré-Saint-Martin este o comună în departamentul Eure-et-Loir, Franța. În 1 ianuarie 2022 avea o populație de 176 de locuitori.